# Skirnir

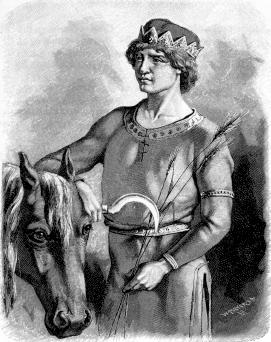
Ilustración de la edición sueca de Fredrik Sander, 1893, de la Edda poética.

En la mitología nórdica, Skírnir es el mensajero y vasallo de Frey. Su nombre significa "el brillante". Según Skírnismál, fue enviado como mensajero al Jötunheim para conducir el cortejo de Frey a Gerðr, dándole su espada. También fue enviado con los enanos para ordenarles que construyeran la cadena Gleipnir para atar al lobo Fenrir.